# Léštnice
Léštnice (uváděna též pod názvy Leštnice či Lešťnice, německy Lexnitz) je zaniklá moravská vesnice a název katastrálního území, jež je součástí území města Slavonice. Vesnice existovala do poloviny 20. století u styku hranic Čech, Moravy a Dolních Rakous a byla zbořena roku 1951 po svém začlenění do hraničního pásma. Jedná se o západní ze dvou moravských vesnic, zbořených po svém začlenění do tohoto pásma – druhou vesnicí byly Ječmeniště.

## Poloha a správní členění
Vesnice ležela 4 km jihozápadně od Slavonic, jejichž exklávou byla minimálně do roku 1948. Podle mapy Jihlavského kraje, z roku 1957, však Léštnice byla po roce 1948 od Slavonic oddělena a připojena k Maříži, s níž pak byla nakonec opětovně připojena ke Slavonicím. Vesnice spadala pod farnost ve Starém Městě pod Landštejnem a školu v Maříži. V Léštnici bývalo přes 10 stavení uspořádaných kolem návsi s malým rybníčkem. Dnes lze pouze rozeznat cestu směrem na Trojmezí u Slavonic, hráz rybníčku a několik propadlých sklepů. Přes území dnes vedou turistické cesty ze sousední Maříže do Rakouska nebo na Trojmezí a dále do Čech. Z necelých 139 ha obce dnes tvoří skoro 63 ha les a 67 ha je využíváno zemědělsky, zbylých 9 ha je bývalá ves a cesty.

## Historie
První zmínka o vsi pochází z roku 1399. Zachariáš z Hradce v roce 1580 získal vesnici v dražbě a daroval ji nemocnici ve Slavonicích. Následně byla obec v roce 1761 společně s Kadolcem a Pečí odkoupena za cenu 6 000 zlatých radními ze Slavonic. Do konce 18. století stálo v obci 15 domů. V roce 1921 to bylo již pouze 12 domů s 50 obyvateli, z toho 38 německy mluvících. V roce 1945 bylo veškeré německé obyvatelstvo odsunuto a uchýlilo se převážně do nedalekého Rakouska, kde od roku 1955 existuje vesnička v blízkosti Dobersbergu, která nese jméno Lexnitz. Do vesnice se nastěhovalo v rámci osídlování pohraničí několik českých rodin. Jelikož Léštnice ležela přímo na hranici s Rakouskem, bylo komunistickým režimem rozhodnuto, že bude ves zařazena do tzv. Zakázaného pohraničního pásma a dojde k jejímu zániku. Po šesti letech (tj. v roce 1951) se české obyvatelstvo muselo vystěhovat a ves byla zbořena.

### Zajímavosti
Léštnice se moha ve své době pochlubit nejstarší dřevěnou kaplí na Moravě. Kaplička byla pokryta šindelem a na věžičce, ve kterém dříve visel zvon, měla lucernu. Sakrální stavby tohoto typu byly na našem území jedinečné a kaple byla vedena jako památkově chráněná.